# Fusillade du 9 mai 2023 à Djerba
La fusillade du 9 mai 2023 à Djerba est une fusillade survenue à la synagogue de la Ghriba de cette île, en Tunisie. Le tireur, un ancien garde d'un centre naval, abat un collègue et saisit ses munitions avant de se diriger vers la synagogue. Il y tue deux visiteurs, deux policiers et en blesse neuf autres. Il est tué par des agents de sécurité lors d'une fusillade. Aucun motif n'a été identifié pour l'attaque.

## Contexte
La synagogue de la Ghriba est le site d'un pèlerinage annuel, attirant chaque année des milliers de visiteurs pour célébrer la fête de Lag Ba'omer. Il a déjà été la cible de militants islamistes en 2002 lorsque des militants d'Al-Qaïda ont attaqué la synagogue avec un camion piégé, entraînant la mort de 21 personnes.

## Fusillade
L'assaillant, qui est affilié au centre naval de la garde nationale à Aghir, tue son collègue avant de prendre des munitions et de se diriger vers la synagogue. À son arrivée, il tire à l'extérieur de la synagogue, tuant deux cousins — Aviel Haddad (résident de Djerba) et Benjamin Haddad (commerçant marseillais) — et deux policiers, avant d'être abattu. Un troisième policier meurt des suites de ses blessures.
Neuf personnes sont blessées, dont cinq agents de sécurité et quatre civils. Il n'a pas été confirmé si les victimes civiles assistaient aux cérémonies du pèlerinage.